# لوبوكلنغاو
لوبوكلنغاو (بالإنجليزية: Lubuklinggau)‏ هي معلم جغرافي تقع في إندونيسيا في سومطرة الجنوبية. يقدر عدد سكانها بـ 201,217 نسمة ومساحتها 401.50 كم2 .